# Język północny sotho
Język północny sotho (nazywany także Sesotho sa Leboa) – jeden z jedenastu języków oficjalnych Południowej Afryki. Używany głównie w prowincji północnej przez około 3 mln 600 tys. ludzi. Należy grupy języków bantu, do podgrupy Sotho. Jest też zwany nieściśle językiem pedi (pedi jest jednym z 30 dialektów tego języka).

## Dialekty
- masemola (masemula, tau)
- kgaga (kxaxa, khaga)
- koni (kone)
- tswene (tsweni)
- gananwa (xananwa, hananwa)
- pulana
- phalaborwa (phalaburwa, thephalaborwa)
- khutswe (khutswi, kutswe)
- lobedu (lubedu, lovedu, khelobedu)
- tlokwa (tlokoa, tokwa, dogwa)
- pai
- dzwabo (thabine-roka-nareng)
- kopa
- matlala-moletshi

Dialekty pai, kutswe i pulana są podobne i na tyle różne od pozostałych, że bywają traktowane zbiorczo i nazywane wschodnim sotho.